# Garry Wills
Garry Wills (Atlanta, 22 maggio 1934) è uno scrittore, giornalista, storico e filosofo politico statunitense, specializzato in politica, religione, storia degli Stati Uniti e storia della Chiesa cattolica.

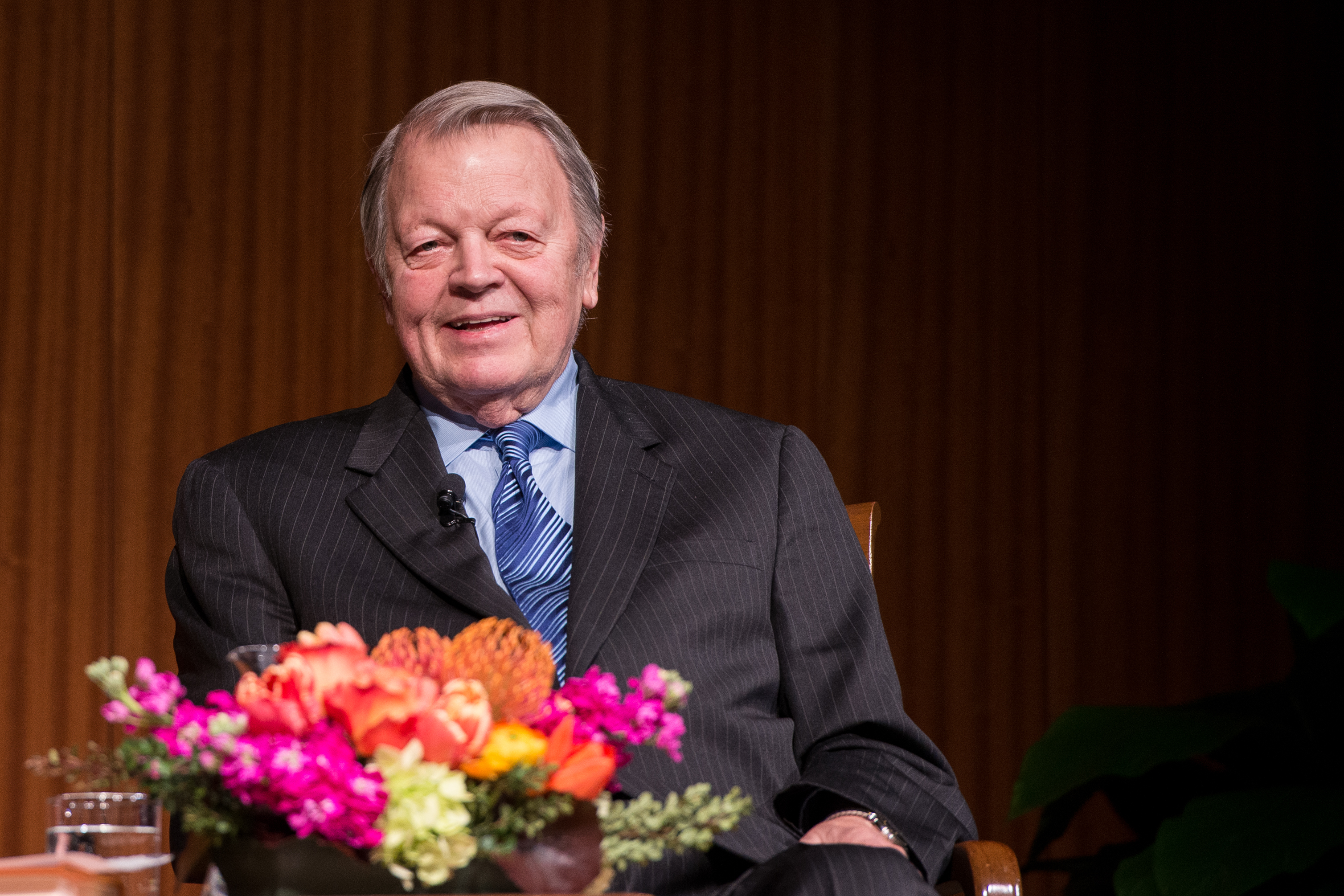
Wills nel 2015

Ha vinto il premio Pulitzer per la saggistica nel 1993 e la National Humanities Medal nel 1997.